# Give Me Something
«Give Me Something» es una canción realizada por el disc jockey y productor francés David Guetta. Fue el cuarto sencillo de su álbum debut, Just a Little More Love, lanzado el 6 de octubre de 2002.
Incluye la participación de la cantante estadounidense de soul Barbara Tucker en las voces, también denominada como una de las divas de la música house.

## Listado de canciones
| 2 × Vinyl, 12" |                                                         |          |  |
| N.º            | Título                                                  | Duración |  |
| 1.             | «Give Me Something» (Fonkyfunk Mix By Antoine Clamaran) | 7:33     |  |
| 2.             | «Give Me Something» (Extended Original Mix)             | 7:29     |  |
| 3.             | «Give Me Something» (Accapella Mix)                     | 4:48     |  |
| 4.             | «It's Allright» (Bob Sinclar Remix)                     | 6:31     |  |
| 5.             | «It's Allright» (Extended Original Mix)                 | 5:45     |  |
| 6.             | «Give Me Something» (Radio Edit)                        | 3:15     |  |